# Jurij Zołotow
Jurij Zołotow (ur. 19 września 1980 we Lwowie) – ukraiński bokser, brązowy medalista Mistrzostw Świata 2001 w Belfaście w kategorii lekkopółśredniej, brązowy medalista Igrzysk Dobrej Woli 2001 w Brisbane w kategorii lekkopółśredniej, dwukrotny finalista turnieju im. Feliksa Stamma w roku 2001 i 2002. W 2004 zadebiutował jako zawodowiec. Łącznie na ringu zawodowym stoczył 9. pojedynków, wszystkie wygrywając.

## Kariera amatorska
W listopadzie 1997 doszedł do finału w juniorskim Grand Prix Bratysławy w kategorii piórkowej. Finałowym rywalem Ukraińca był Rosjanin Siergiej Łuskow. W listopadzie następnego roku zwyciężył w 22. edycji turnieju o czarne diamenty w Myszkowie.
We wrześniu 1999 wystartował w turnieju im. Feliksa Stamma w Warszawie. Rywalizujący w kategorii lekkopółśredniej Ukrainiec przegrał w półfinale z Mołdawianinem Stanislavem Poplavschim, pokonując wcześniej w ćwierćfinale Polaka Artura Bojanowskiego. W październiku 2000 ponowie rywalizował w turnieju im. Feliksa Stamma, ponownie kończąc rywalizację na półfinale w kategorii lekkopółśredniej.
W marcu 2001 był uczestnikiem Trofeo Italia 2001 w Neapolu. W eliminacjach pokonał na punkty (12:5) reprezentanta gospodarzy Salvatore D’Aquale, a w ćwierćfinale przegrał po dogrywce (+13:13) z Turkiem Mustafą Karagöllü. W czerwcu 2001 był w kadrze na Mistrzostwa Świata 2001 w Belfaście. Rywalizację w kategorii lekkopółśredniej rozpoczął od 1/16 finału, pokonując w nim na punkty (21:10) reprezentanta Cypru Ionasa Christodoulou. W 1/8 finału pokonał przed czasem w trzeciej rundzie Węgra Józsefa Gerebecza, awansując do ćwierćfinału rywalizacji. W ćwierćfinale miał zmierzyć się z reprezentantem Stanów Zjednoczonych Juanem McPhersonem, ale Amerykanin nie przystąpił do pojedynku, przez co przegrał walkowerem. W półfinale przegrał przed czasem w drugiej rundzie z Kubańczykiem Diógenesem Luną, zdobywając wraz z Francuzem Willy Blainem brązowy medal. We wrześniu 2001 zdobył brązowy medal na Igrzyskach Dobrej Woli 2001 w Brisbane. W półfinale kategorii lekkopółśredniej przegrał z reprezentantem Rosji Aydinem Gasanowem, a w walce o trzecie miejsce pokonał swojego niedoszłego rywala z mistrzostw świata Juana McPhersona, który ponownie nie przystąpił do pojedynku, przegrywając walkowerem. W listopadzie tego samego roku uczestniczył w 18. edycji turnieju im. Feliksa Stamma. W ćwierćfinale kategorii lekkopółśredniej pokonał na punkty (20:16) Filipińczyka Romeo Brina, w półfinale na punkty (16:12) Polaka Artura Bojanowskiego, a w finale przegrał z Polakiem Sławomirem Malinowskim, ulegając mu na punkty (12:23).
W maju 2002 rywalizował w turnieju Arena Cup 2002, który rozgrywany był w Puli. Rywalizację zakończył na półfinale, przegrywając w nim z Włochem Brunetem Zamorą. W październiku tego samego roku po raz kolejny rywalizował na turnieju im. Feliksa Stamma. W ćwierćfinale kategorii lekkopółśredniej pokonał na punkty (16:9) swojego finałowego rywala z roku 2001, Sławomira Malinowskiego. W półfinale pokonał na punkty (21:8) Mołdawianina Vasile Tebernaca, a w finale doznał porażki z Rosjaninem Konstantinem Czuriłowem, ulegając mu na punkty po dogrywce (+16:16). W lutym 2003 doszedł do półfinału 54. edycji turnieju Strandża w Płowdiwie.

## Kariera zawodowa
Jako zawodowiec zadebiutował 22 kwietnia 2004 w swoim rodzinnym mieście - Lwowie. W debiucie pokonał na punkty urodzonego w Tadżykistanie Dilszoda Abdullojewa, wygrywając z nim w czterorundowym pojedynku. Drugi zawodowy pojedynek stoczył 30 czerwca 2004, pokonując w czterorundowym pojedynku Rosjanina Siergieja Ziemniewicza. Ostatni pojedynek w roku 2004 stoczył 16 października, pokonując na punkty Mołdawianina Valerii Iacunina.
23 marca 2005 stoczył swój pierwszy pojedynek w roku 2005, mając za rywala Estończyka Leontiego Vorontšuka. Ukrainiec odniósł zwycięstwo nad doświadczonym rywalem, wygrywając wyraźnie na punkty (60-53, 60-52, 60-52). W kolejnej walce, która odbyła się 3 czerwca 2005, Zołotow odniósł pierwsze zwycięstwo przed czasem, pokonując przez poddanie w trzeciej rundzie Białorusina Aleksieja Konowkę. W swojej szóstej zawodowej walce zmierzył się 27 października 2005 z Rosjaninem Romanem Sieliwiestrowem. Po sześciu rundach decyzją większości zwyciężył Zołotow, pokonując rywala nieznacznie na punkty (58-56, 57-57, 59-56). 18 grudnia 2005 stoczył swój siódmy zawodowy pojedynek, pokonując jednogłośnie na punkty Rosjanina Rozalina Nasibulina.
Ostatni zawodowy pojedynek stoczył 8 czerwca 2006, pokonując przez techniczny nokaut w trzecim starciu Polaka Wojciecha Konczalskiego.